# كارل بيرسون (لاعب كريكت)
كارل بيرسون (14 أغسطس 1974 في المملكة المتحدة - ) (بالإنجليزية: Karl Pearson)‏ هو لاعب كريكت بريطاني. لعب مع Herefordshire County Cricket Club ‏.

## وصلات خارجية
- كارل بيرسون على موقع إي آس بي آن كريك إنفو (الإنجليزية)